# Injun 1
Injun 1 – amerykański satelita naukowy zbudowany przez University of Iowa. Miał on badać ziemskie pasy radiacyjne, zorze polarne i inne zjawiska geofizyczne. Injun 1 został wystrzelony wraz z satelitami Transit 4A i Solrad 3. Injun 1 i Solrad 3 odłączyły się od Transita, ale nie odłączyły się od siebie. Statek zaprojektowano do „ułożenia się” zgodnie z ziemskim polem magnetycznym. Jednak z powodu obecności Solrada, blokującego pole widzenia fotometru, utrzymanie satelity w stałej pozycji względem pola magnetycznego było niemożliwe. Chaotyczny ruch obu połączonych ze sobą satelitów, o okresie kilku minut, monitorowano jednym z magnetometrów.
Ostatnie dane Injun 1 nadesłał 6 marca 1963 roku. Szacuje się, że na orbicie pozostanie przez około 900 lat.

## Ładunek

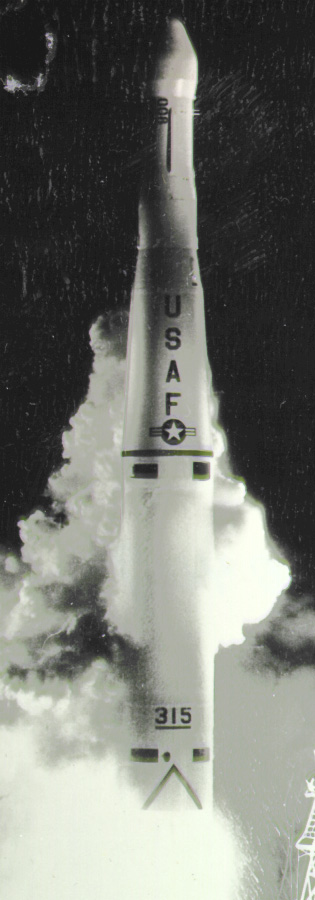
Start rakiety Thor Able Star z satelitami Transit 4A, Injun 1 i Solrad 3

- Licznik Geigera-Müllera (masa 5 kg; zużycie energii 1 W)

Licznik typu Anton 213 używany do detekcji promieniowania rentgenowskiego z zakresu 0,2 - 1,2 nm, elektronów o energiach powyżej 40 keV i protonów o energiach powyżej 500 keV. Detektor był próbkowany co jedną sekundę. Czas akumulacji wynosił 61 sekund. Mimo poprawnego działania instrumentu, odebrano jedynie 74 minuty danych, z okresu od 29 czerwca 1961 do 12 sierpnia 1962.
- Detektor promieniowania pasów radiacyjnych (masa 6 kg; zużycie energii 1 W)

Zestaw pięciu scyntylatorów (siarczek kadmu CdS) do badania promieniowania uwięzionego w pasach radiacyjnych. Dwa z nich umieszczono pod kątem 90 i 180° stopni do osi symetrii satelity. Były one wystawione bezpośrednio na działanie przestrzeni kosmicznej. Mierzyły energię całkowitą elektronów (200 eV - 500 keV) i protonów (1 keV - 10 MeV). Kolejne dwa detektory (umieszczone tak jak poprzednie, o takich samych parametrach) były sprzężone z małymi magnesami, które wyrzucały z wiązki padającej na kryształ elektrony o energiach mniejszych od 500 keV. Magnesy wytwarzały pole 0,005 T, o kącie bryłowym 0,5 sr. Piąty z detektorów (ułożony pod kątem 90° do osi symetrii statku, o takich samych parametrach co 4 poprzednie) posiadał osłonkę z kwarcu o grubości powierzchniowej 0,5 g/cm2. Służył jako detektor światła i promieni X. Wszystkie czujniki miały wyjście stałoprądowe, proporcjonalne do energii padających molekuł. Detektor był próbkowany przynajmniej co sekundę, a czas akumulacji wynosił 9 lub 61 sekund.
- Spektrometr elektronów (masa 0,86 kg; zużycie energii 1 W)

Zestaw trzech liczników Geigera-Müllera typu Anton 213 do badania zórz oraz pasów radiacyjnych. Dwa liczniki wyposażone były w magnesy skupiające na nich wiązki elektronów o energiach, odpowiednio, 40 - 50 keV i 90 - 100 keV. Trzeci licznik służył jako monitor promieni X i fotonów światła widzialnego. Instrument był próbkowany co sekundę, a czas akumulacji wynosił 61 sekund.
- Fotometr zórz i poświaty atmosfery (masa 0,6 kg; zużycie energii 1 W)

Nastrojony na rejestrowanie fotonów o energii odpowiadającej zielonej linii tlenu atomowego, 557,7 nm. Nie zwrócił żadnych użytecznych danych, gdyż całe pole widzenia zajął satelita Solrad 3, który nie odłączył się od Injuna 1.
- Magnetometr typu fluxgate

Ten jednoosiowy magnetometr miał być używany do określania położenia statku względem ziemskiego pola magnetycznego i kierunku, w którym spoglądały inne przyrządy naukowe. Pomiary wykonywano co sekundę. Co czwarty pomiar służył kalibracji. Budowę i działanie instrumentu nadzorował James Van Allen.
- Detektor protonów

Zbudowany był z czterech krzemowych złącz p-n. Dwa zamontowano prostopadle do siebie. Mierzyły one kierunkowy przepływ protonów o energiach, odpowiednio, 1,4 - 17 MeV i 1,6 - 11 MeV. Pozostałe dwa służyły do pomiaru tła. Zliczenia detektorów były sumowane w ciągu niecałej sekundy, a potem wysyłane na Ziemię. Przyrząd działał prawidłowo do 9 lipca 1962, gdy dane o zliczeniach zostały zakłócone przez elektrony wygenerowane w wyniku próbnego wybuchu jądrowego przeprowadzonego w przestrzeni kosmicznej, Starfish 1.

## Następca
Kontynuatorem badań prowadzonych przez Injuna 1 miał być statek Injun 2. Jego misja nie doszła jednak do skutku z powodu nieudanego startu 24 stycznia 1962. Rakieta nośna Thor Able Star, wraz z czterema innymi satelitami, nie osiągnęła orbity.